# Канбарова, Зейнаб Черкез кызы
Зейнаб Черкез кызы Канбарова (в других источниках также Гамбарова, азерб. Zeynəb Çərkəz qızı Qəmbərova; 1916, Арабоджагы — 1978, там же) — советский азербайджанский хлопковод. Герой Социалистического Труда (1951).

## Биография
Родилась 12 июня 1916 года в семье крестьянина в селе Арабоджагы Арешского уезда Елизаветпольской губернии (ныне — в Агдашском районе Азербайджана).
Начала трудовую деятельность в 1930 году колхозницей колхоза имени Кагановича (позже колхоз «Азербайджан конституциясы»). С 1936 года — звеньевая хлопководческого звена этого же колхоза.
Указом Президиума Верховного Совета СССР от 6 октября 1951 года за получение высоких урожаев хлопка в 1950 году на поливных землях при выполнении колхозами обязательных поставок и контрактации по всем видам сельскохозяйственной продукции, натуроплаты за работы МТС и обеспеченности семенами всех культур для весеннего сева 1951 года, Канбаровой Зейнаб Черкез кызы присвоено звание Героя Социалистического Труда с вручением ордена Ленина и золотой медали «Серп и Молот»
С 1954 года — председатель колхоза «Шафаг» Агдашского района. Её управление колхозом характеризовалось успехами в сельском хозяйстве. Канбарова активно участвовала в увеличении уровня жизни колхозников села Арабоджагы, способствовав асфальтированию дорог в селе, а также строительству дома культуры в селе на 400 мест. В селе Канбарову прозвали «мать матерей».
С 1976 года — пенсионер союзного значения.
Активно участвовала в общественно-политической жизни страны. Депутат Верховного Совета Азербайджанской ССР третьего и с пятого по восьмой созыв (1951—1954, 1959—1975). 
Депутатом Верховного Совета 9-го созыва избрана от Колгатинского избирательного округа[уточнить]. 
Член КПСС с 1939 года.
Скончалась в 1978 году в родном селе.